# Steve Bould
Stephen Andrew Bould (ur. 16 listopada 1962 w Stoke-on-Trent, Anglia) – były angielski piłkarz występujący na pozycji obrońcy. W latach 2001–2012 był trenerem Arsenalu U-18.
10 maja 2012 Arsène Wenger podał do publicznej wiadomości, że po zakończeniu sezonu 2011/12 dotychczasowy asystent, Pat Rice przechodzi na emeryturę. Jego następcą zostanie właśnie Steve Bould.
W ciągu swojej kariery reprezentował barwy takich klubów jak Stoke City, Torquay United, Arsenal i Sunderland.